# Langston Hall
Langston Avery Hall (Atlanta, 1º novembre 1991) è un cestista statunitense, di ruolo playmaker.

## Carriera

### College
Hall ha iniziato la sua carriera con la Chamblee Charter High School, per poi passare alla Mercer University.
Con i Bears, Hall ha giocato per quattro stagioni, migliorando di anno in anno e riuscendo a portare alla prima vittoria di Conference la sua squadra, riportandola così al Torneo NCAA dopo ben 29 anni di assenza.
Ha chiuso poi il quarto ed ultimo anno alla Mercer con 14,6 punti e 5,6 assist di media, vincendo il Lou Henson Award e il premio di miglior giocatore della Atlantic Sun Conference.

### Professionista
Dopo non essere stato scelto al Draft NBA del 2014, Hall ha giocato la Summer League ad Orlando con i Miami Heat.
Il 22 luglio 2014 Hall firma il suo primo contratto da professionista, della durata di un anno, con il Pistoia Basket. Chiude il suo primo anno da professionista con 7,5 punti e 5,1 assist di media nelle 29 partite giocate.
Dopo la sua prima annata in Italia, il 1 luglio 2015 firma un contratto annuale con un'opzione per la seconda con la Pallacanestro Cantù.
Il 26 novembre seguente lascia la squadra lombarda e firma un contratto valido fino a gennaio 2016 con il Basket Club Oostende. Il club brianzolo smentisce però nella stessa serata il passaggio del giocatore alla compagine belga.
Il 14 dicembre 2015 firma con la formazione tedesca del Telekom Baskets Bonn dopo aver rescisso con la Pallacanestro Cantù.

## Palmarès
- Campionato serbo: 1

Stella Rossa: 2020-2021
- Coppa di Serbia: 1

Stella Rossa: 2021
- Lega Adriatica: 1

Stella Rossa: 2020-2021
- FIBA Europe Cup: 1

Bahçeşehir: 2021-2022